# Peter Nyborg
Peter Nyborg (* 12. Dezember 1969 in Göteborg) ist ein ehemaliger schwedischer Tennisspieler.

## Karriere
Nyborg wurde 1988 Tennisprofi. Da er im Einzel keine größeren Erfolge erringen konnte, konzentrierte er sich auf das Doppel. 1993 feierte er an der Seite von Jan Apell in Seoul seinen ersten Turniersieg auf der ATP World Tour. Im Lauf seiner Karriere gewann er fünf Doppeltitel, darunter auch das Turnier in Kitzbühel der Kategorie ATP International Series Gold. Weitere sechs Mal stand er in einem Doppelfinale. Seine besten Notierungen in der ATP-Weltrangliste erreichte er 1989 mit Position 166 im Einzel und 1996 mit Position 38 im Doppel.
Im Einzel konnte er sich nie für das Hauptfeld eines Grand-Slam-Turniers qualifizieren. Im Doppel stand er bei den Australian Open, den French Open und den US Open jeweils im Achtelfinale; in Wimbledon war sein bestes Abschneiden das Erreichen der zweiten Runde.

## Erfolge
| Legende                           |
| Grand Slam                        |
| Tennis Masters Cup                |
| ATP Masters Series                |
| ATP International Series Gold (1) |
| ATP International Series (4)      |

### Doppel

#### Turniersiege
| Nr. | Datum              | Turnier    | Belag       | Partner          | Finalgegner                             | Ergebnis      |
| --- | ------------------ | ---------- | ----------- | ---------------- | --------------------------------------- | ------------- |
| 1.  | 25. April 1993     | Seoul      | Hartplatz   | Jan Apell        | Neil Broad Gary Muller                  | 5:7, 7:6, 6:2 |
| 2.  | 12. März 1995      | Kopenhagen | Teppich (i) | Mark Keil        | Guillaume Raoux Greg Rusedski           | 6:7, 6:4, 7:6 |
| 3.  | 2. März 1997       | Mailand    | Teppich (i) | Pablo Albano     | David Adams Andrei Olchowski            | 6:4, 7:6      |
| 4.  | 1. August 1999     | Kitzbühel  | Sand        | Chris Haggard    | Álex Calatrava Dušan Vemić              | 6:3, 6:7, 7:6 |
| 5.  | 15. September 2002 | Bukarest   | Sand        | Jens Knippschild | Emilio Benfele Álvarez Andrés Schneiter | 6:3, 6:3      |

#### Finalteilnahmen
| Nr. | Datum             | Turnier        | Belag         | Partner        | Finalgegner                            | Ergebnis      |
| --- | ----------------- | -------------- | ------------- | -------------- | -------------------------------------- | ------------- |
| 1.  | 12. Juni 1994     | Rosmalen       | Rasen         | Diego Nargiso  | Stephen Noteboom Fernon Wibier         | 3:6, 6:1, 6:7 |
| 2.  | 1. Oktober 1995   | Basel          | Hartplatz (i) | Mark Keil      | Cyril Suk Daniel Vacek                 | 6:3, 3:6, 3:6 |
| 3.  | 18. Februar 1996  | Marseille      | Hartplatz (i) | Marius Barnard | Jean-Philippe Fleurian Guillaume Raoux | 3:6, 2:6      |
| 4.  | 31. März 1996     | St. Petersburg | Teppich (i)   | Nicklas Kulti  | Jewgeni Kafelnikow Andrei Olchowski    | 3:6, 4:6      |
| 5.  | 14. Juli 1996     | Båstad         | Sand          | Joshua Eagle   | David Ekerot Jeff Tarango              | 4:6, 6:3, 4:6 |
| 6.  | 15. November 1998 | Stockholm      | Hartplatz (i) | Chris Haggard  | Nicklas Kulti Mikael Tillström         | 5:7, 6:3, 5:7 |